# アブー・サイード (ティムール朝)
アブー・サイード（ペルシア語: 
ابو سعید میرزا、1424年 - 1469年2月8日）は、ティムール朝の第7代君主（在位：1451年 - 1469年）。初代君主ティムールの三男でアゼルバイジャン・タブリーズのアミールであったミーラーン・シャーの孫にあたる。

## 生涯
スルタン・ムハンマドの子としてヘラートで生まれ、ウルグ・ベクのもとで養育されるが、シャー・ルフの死後の1448年、ウルグ・ベクに対して帝位簒奪を試みる。しかし、これは失敗しブハラで自立を図るもこれも失敗、サマルカンドにて投獄された。しかし、ウルグ・ベクが長男のアブドゥッラティーフに暗殺されると、サマルカンド有力者によって救出され、1450年に再度反乱を起こす。ウズベクのアブル＝ハイル・ハンの援助を得てマー・ワラー・アンナフルを征服。サマルカンドを占領し、アブドゥッラーを処刑し、ティムール朝東部のサマルカンド政権の支配者となる。
アブー・サイードはその後アブル・カースィム・バーブルのヘラート政権と戦う。アブル・カースィム・バーブル死後の混乱に乗じ、黒羊朝のジャハーン・シャーと同盟し、アブル・カースィム・バーブルの息子のシャー・マフムードを追放したティムールの曾孫イブラヒムを破る。1459年ヘラートを征服、ペルシャを東西でジャハーン・シャーと分割し、その後1461年までにアフガニスタンの大部分も征服し、ウルグ・ベク以来サマルカンド政権とヘラート政権に分割されていたティムール朝を再統合を成し遂げた。アブー・サイードは優れた王であり税制を改革し灌漑を行い農地を回復させ、内乱で疲弊した帝国のかつての繁栄と栄光を取り戻すために精力的に働いた。
しかし、1467年にジャハーン・シャーが白羊朝のウズン・ハサンに破れると、ジャハーン・シャーの息子たちを援助し、ウズン・ハサンと敵対する。そして1469年、ウズン・ハサンとの戦いに敗れ捉えられるとシャー・ルフの曾孫で彼の政敵であったヤードガール・ムハンマドに引き渡され処刑された。

## 崩御後
彼の崩御後、ホラーサーンとホラズムそしてヘラートはティムールの子ウマル・シャイフの曾孫にあたるフサイン・バイカラ（フサイン・ミールザーともよばれる）がヤードガール・ムハンマドを処刑しこれを確保、ヘラート政権を復活させた。残されたサマルカンド政権の領域はアブー・サイードの4人の息子に分割相続された。長男アフマドはサマルカンドとブハラ、そしてティムール朝の支配者の称号を相続し、次男のマフムードはバダフシャン、ハトロン、テルメズ、クンドゥーズ、ヒサールを相続した。三男のウルグ・ベクはカーブルとカザニを確保し、四男のウマル・シャイフはフェルガナを相続した。このウマル・シャイフとチャガダイ王家出身のクトルグ・ニガール・ハーヌムの間に生まれた息子が、後にムガル帝国を建国するバーブルである。